# William T. Piper
William Thomas Piper Sr. (08 de janeiro de 1881 Allegany, Nova York) — 15 de janeiro de 1970 (89 anos) Lock Haven, Pensilvânia), foi um industrial americano do setor aeronáutico, empresário da aviação, empresário da indústria de petróleo e engenheiro. Ele foi o presidente fundador da Piper Aircraft Corporation e liderou a empresa de 1929 até sua morte em 1970. Ele se formou na Universidade de Harvard em 1903 e mais tarde ficou conhecido como "o Henry Ford da aviação".

## Principais realizações
Antes da carreira de sucesso de Piper, ele foi oficial do Exército dos Estados Unidos servindo na Guerra Hispano-Americana. Ele estava então no Corpo de Engenheiros do Exército dos Estados Unidos durante a Primeira Guerra Mundial. No total, Piper serviu 18 anos no Exército. 
Quando ele voltou da Primeira Guerra Mundial, ele era principalmente um investidor e empresário na indústria do petróleo até 1929, quando se tornou um investidor na Taylor Brothers Aircraft Corporation. Ele comprou a Taylor Aircraft Corporation e dirigiu-a até reorganizar a empresa como a Piper Aircraft em 1937, eventualmente tendo um tremendo sucesso e se tornando uma figura da aviação bem conhecida do século XX. A Piper Aircraft vendeu mais de 80.000 unidades quando ele a supervisionava, consolidando a Piper como uma potência de manufatura aeroespacial global.
Piper foi introduzido postumamente no "National Aviation Hall of Fame" classe de 1980. O William T. Piper Memorial Airport em Lock Haven, Pensilvânia, foi nomeado em sua homenagem. O filho de Piper, William Piper Jr. assumiu a empresa depois que Piper Sr. morreu em 1970. Na época da morte de Piper em 1970, a Piper valia cerca de US$ 55 milhões de dólares (mais de US$ 347 milhões em 2017). O patrimônio líquido de Piper o teria classificado entre as 400 pessoas mais ricas do mundo da Forbes no momento de sua morte.

## Biografia

### Vida pregressa
Piper nasceu em 8 de janeiro de 1881 em Knapp Creek, Condado de Cattaraugus, Nova York, 8 milhas ao sul de Olean, NY. Piper era o segundo mais novo de 5 filhos de Thomas e Sarah Elizabeth Piper (nascida Maltby). Seu pai se envolveu com a pecuária leiteira e com o promissor negócio de petróleo bruto, enquanto Piper estava crescendo frequentemente ajudava seu pai. Quando ele tinha oito anos, Piper estava ordenhando vacas e caminhando vários quilômetros até uma escola rural de uma sala. Aos nove anos ele se iniciou no negócio do petróleo quando auxiliou seu pai na tarefa de consertar bombas de poços. Quando as finanças da família melhoraram, a família Piper mudou-se para Bradford, Pensilvânia.

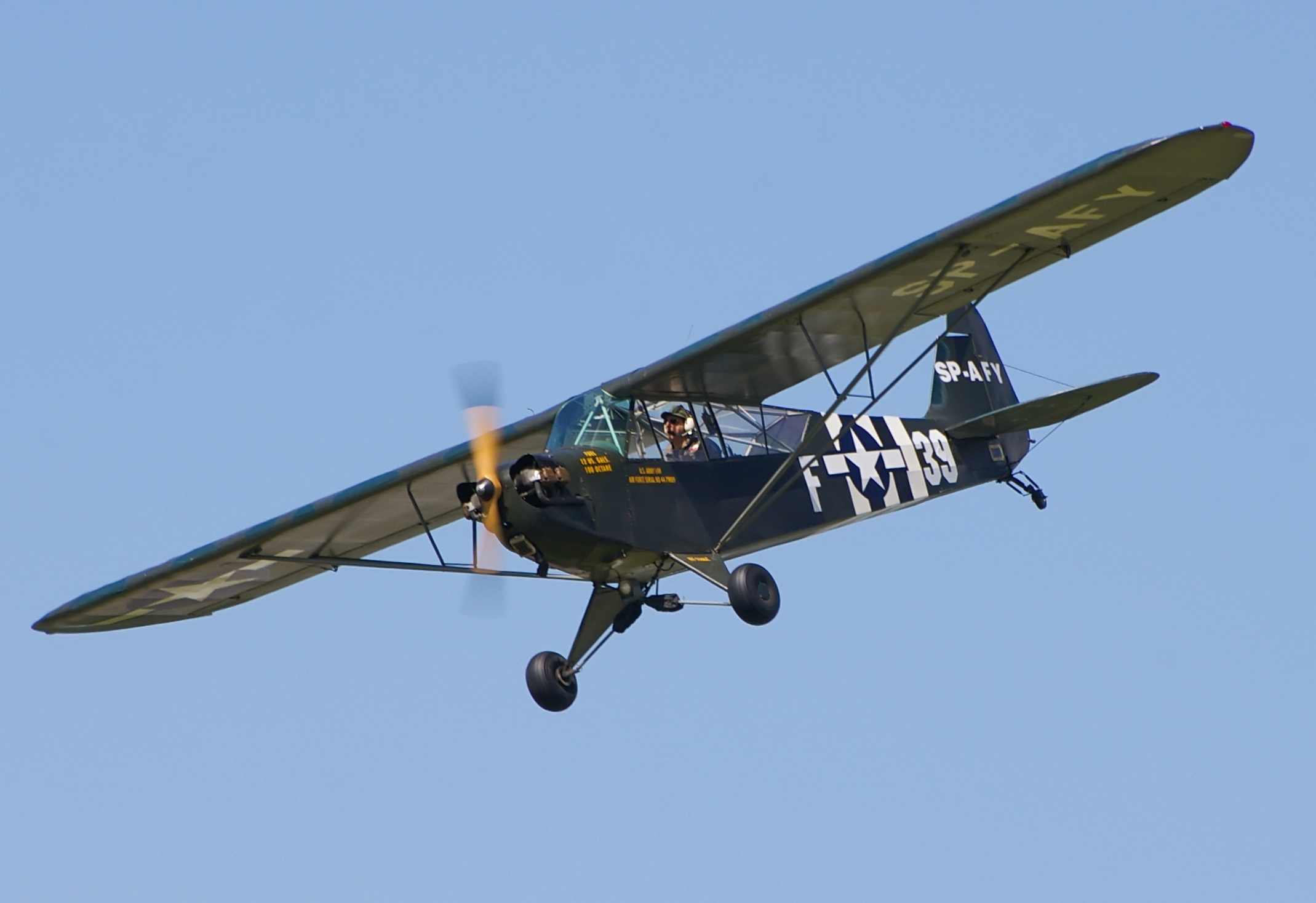
O Piper J-3 Cub, o avião
mais influente da compania.

Em 1898, devido ao naufrágio do USS Maine, Piper mentiu sobre sua idade e ingressou no Exército dos Estados Unidos. Piper frequentou a Universidade de Harvard, onde fez parte da equipe de atletismo. Ele se formou em 1903 com louvor em negócios e engenharia mecânica.

### Carreira militar e aviação
Piper serviu na Guerra Hispano-Americana e na Primeira Guerra Mundial, nesta última como capitão do Corpo de Engenheiros. Ele fez a maior parte de sua fortuna com poços de petróleo. Em 1929, ele se tornou o investidor original na Taylor Brothers Aircraft Corporation por US$ 400 (US$ 5.647 em dólares de 2017), liderada na época pelo projetista de aeronaves e empresário da aviação Clarence Gilbert Taylor. Um ano depois, durante o início da Grande Depressão, a empresa faliu e a Piper comprou seus ativos e reorganizou-os na "Taylor Aircraft Corporation", mantendo Gilbert Taylor como presidente. Durante este período, ele procurou fabricar aeronaves leves confiáveis e acessíveis. 
Em 1937, dois anos depois que Piper comprou a empresa de Gilbert Taylor, devido em parte a confrontos contenciosos entre os dois, ele fundou a Piper Aircraft Corporation e, em 1940, ela dominou o mercado de aeronaves leves. Na época, um Piper Cub e aulas de vôo custavam US$ 1.325 dólares (US$ 19.808 em dólares de 2017). O Piper Cub (que deriva do Taylor Cub) viria a se tornar o monoplano coberto de tecido mais produzido da história, com mais de 20.000 unidades entregues entre 1938 e 1947. Sua simplicidade, acessibilidade e popularidade frequentemente invocam comparações com o "Ford Model T", e assim como o "Model T" era todo preto, o "Piper Cub" era todo amarelo com uma faixa preta na lateral.

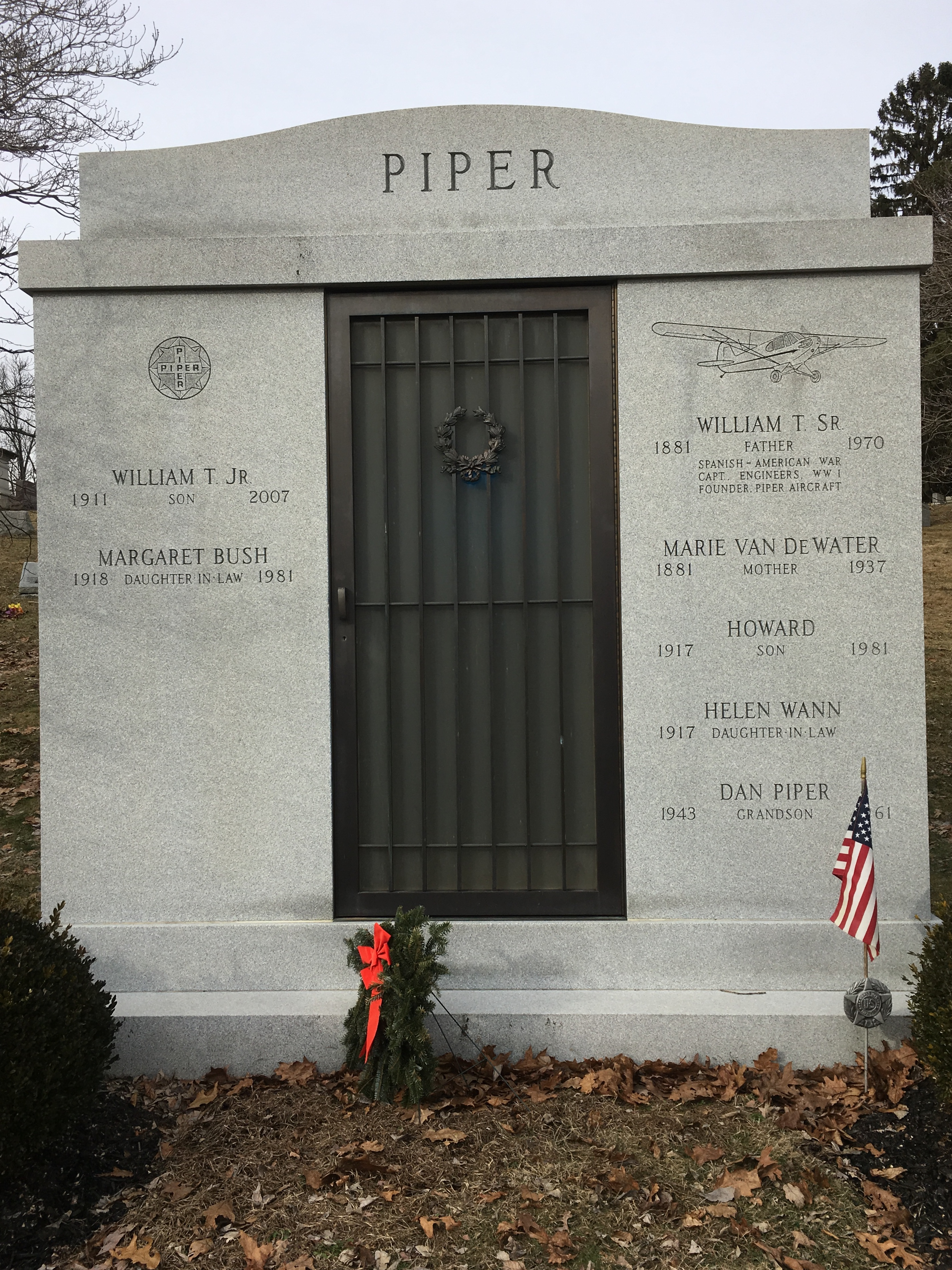
Mausoléu da família Piper no "Highland Cemetery" em Lock Haven, onde William está sepultado.

Em 1963, Piper apoiou a tentativa bem-sucedida de Betty Miller de ser a primeira mulher a voar sozinha através do Oceano Pacífico, durante a qual ela empregou um Piper bimotor de Oakland, Califórnia, EUA para Brisbane, Queensland, Austrália.

### Morte e legado
Piper morreu em sua casa em Lock Haven devido a causas naturais em 15 de janeiro de 1970. Pouco antes de sua morte, em 1968, o filho de Piper, William Piper, Jr., assumiu a empresa e foi nomeado presidente. Em 1970, Piper Jr. também foi nomeado presidente do conselho e, em 1973, a Piper Aircraft foi vendida, mudando-se da Pensilvânia para onde está localizada hoje, Vero Beach, Flórida.
Em 1980, William Piper foi postumamente incluído no "National Aviation Hall of Fame". Em 1993, Piper foi introduzido no "International Air & Space Hall of Fame" no "San Diego Air & Space Museum". O "William T. Piper Memorial Airport" em Lock Haven, Pensilvânia, foi batizado em sua homenagem.
Desde 2009, a bolsa William T. Piper foi concedida nacionalmente a estudantes do ensino médio que buscam seguir carreira na aviação.

## Na cultura popular

### Literatura
- Mr. Piper and His Cubs (ISBN 9780813812502) publicado em 1996 discute a fundação da Piper Aircraft por Piper, bem como o design, desenvolvimento e produção do Piper Cub.
- Piper Cub Tales (ISBN 9780978826031) publiado em 2012.
- Flight of Passage (ISBN 9780786883158)
- Those Legendary Piper Cubs: Their Role In War And Peace (ISBN 9780764321597) fala sobre o envolvimento de Piper no programa Cub e como a aeronave foi fundamental na guerra aérea.

### Filmes
- How It's Made, (TV Series) season 26, episode 14 shows how Piper Aircraft build planes, with Piper's legacy discussed.[26][27]
- The Amazing Piper (Documentary)[28]
- Light Aircraft in America (Documentary)[29]